# Louisea edeaensis
Louisea edeaensis is een krabbensoort uit de familie van de Potamonautidae. De wetenschappelijke naam van de soort is voor het eerst geldig gepubliceerd in 1969 door Bott.